# 前进号博物馆

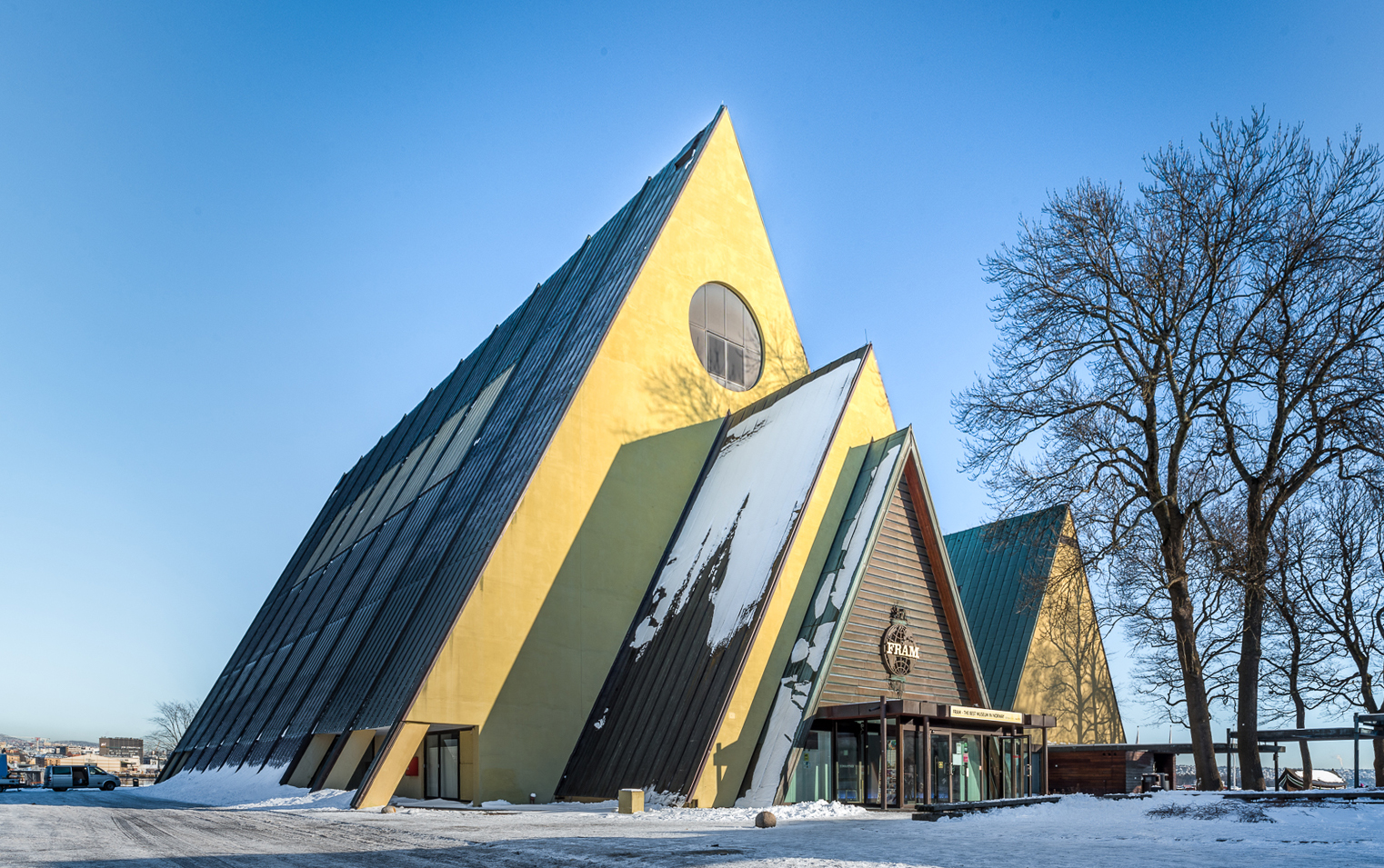
前進號博物館 The Fram Museum

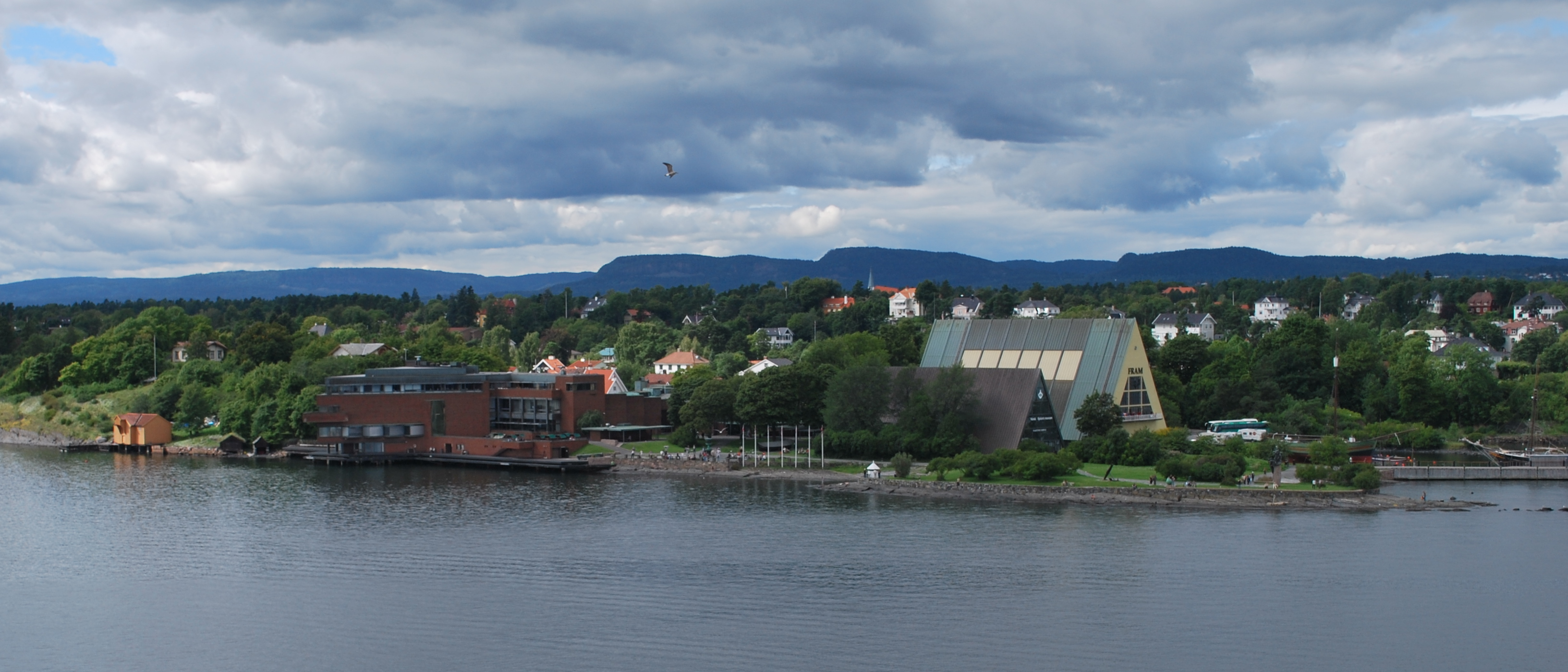
圖中右方為前進號博物館，左方為挪威航海博物館。

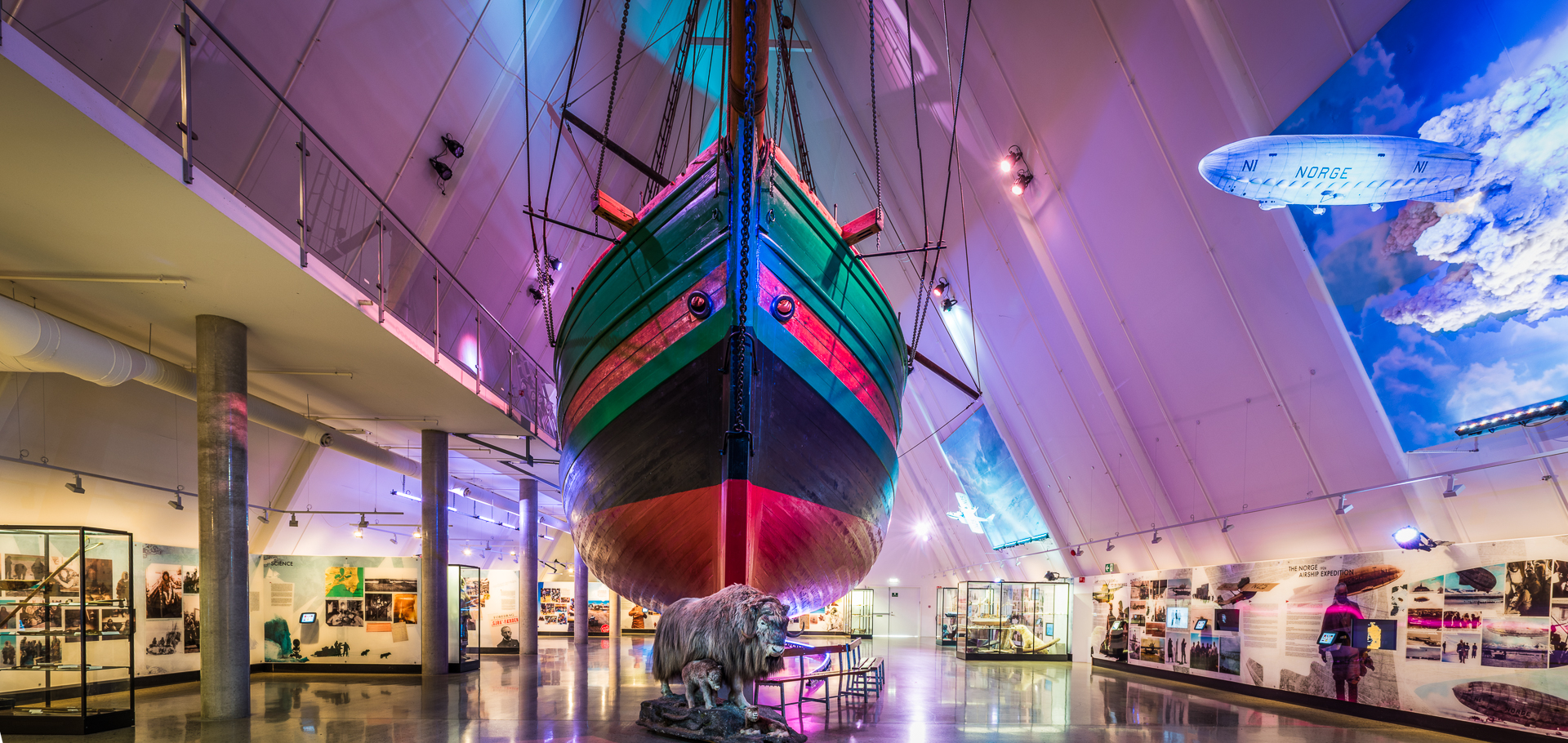
探險家罗尔德·阿蒙森乘搭的帆船「前进号（Gjøa）。

前进号博物館（挪威語：Frammuseet），或譯弗拉姆博物館，是位於挪威奧斯陸比格迪半島的一座博物館，以挪威極地探險為主題。該博物館和其他多家博物館相鄰，包括挪威文化史博物館和挪威航海博物館等。博物館於1936年5月20日開幕。
館內擺放昔日挪威探險家罗尔德·阿蒙森乘搭的帆船「前进号」。

## 外部連結
- 官方網站 （页面存档备份，存于）

59°54′12″N 10°41′58″E / 59.90333°N 10.69944°E